# Geoff Brabham

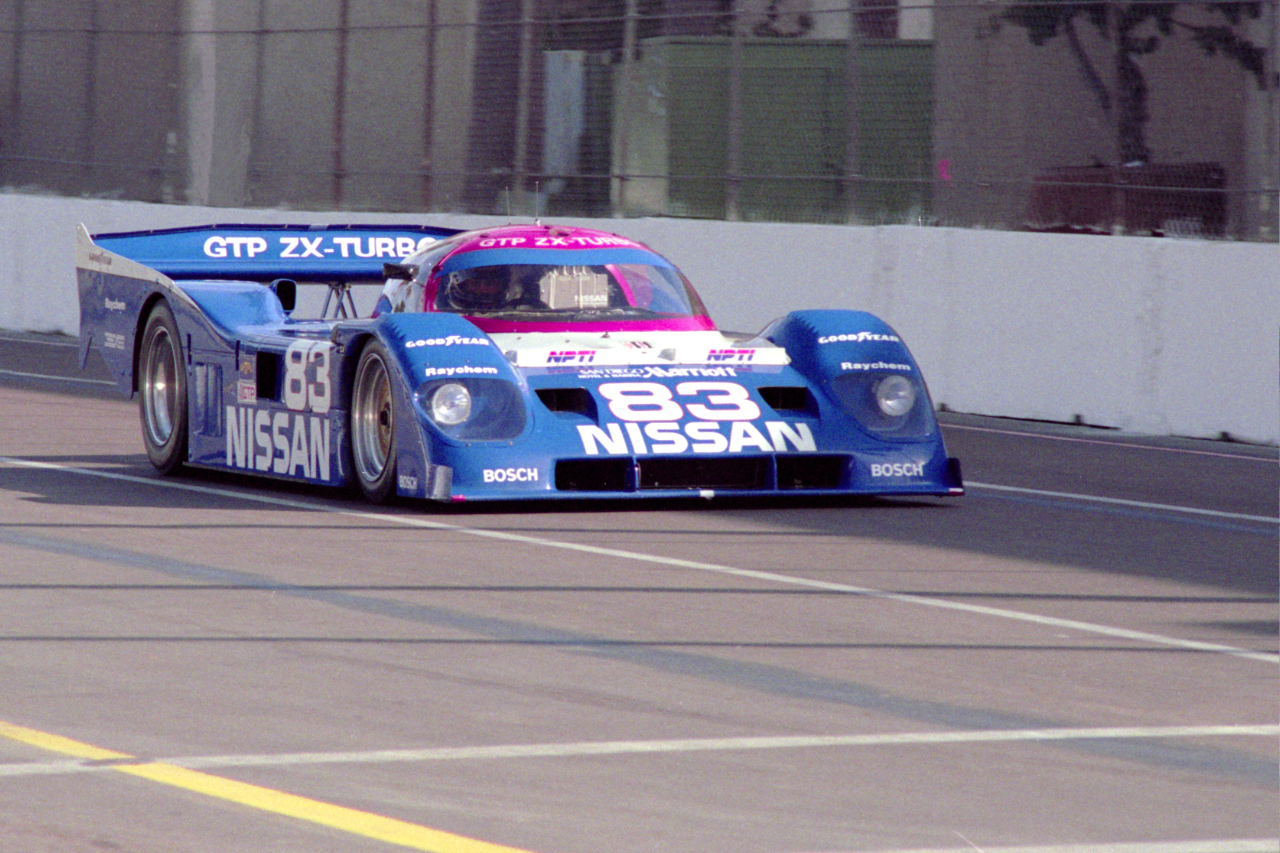
Brabham's 1990 IMSA GTP wagen.

Geoff Brabham (Sydney (New South Wales), 20 maart 1952) is een voormalig Australisch autocoureur. Hij is een zoon van drievoudig wereldkampioen Formule 1 Jack Brabham. Zijn jongere broers Gary en David zijn eveneens voormalig autocoureur.

## Carrière
Brabham beleefde het grootste gedeelte van zijn autosportcarrière in de Verenigde Staten. In 1981 won hij het Can-Am kampioenschap. Vanaf dat jaar reed hij ook in de Champ Car series. Hij won nooit een race maar stond negen keer op het podium. Zijn beste resultaat in het kampioenschap zijn drie achtste plaatsen, in 1982, 1984 en 1987. Tussen 1988 en 1991 won hij vier keer het IMSA GT kampioenschap. In 1993 won hij de 24 uur van Le Mans met teamgenoten Christophe Bouchut en Eric Hélary. Zijn zoon Matthew Brabham neemt momenteel deel aan karting wedstrijden.

## Resultaten
Champ Car resultaten (aantal gereden races, aantal maal in de top 5 van een race, eindpositie kampioenschap en punten)
| Jaar | Races | 1ste | 2de | 3de | 4de | 5de | Rang | Ptn |
| ---- | ----- | ---- | --- | --- | --- | --- | ---- | --- |
| 1981 | 3     | -    | -   | -   | -   | -   | 27   | 14  |
| 1982 | 11    | -    | -   | 1   | 1   | -   | 8    | 110 |
| 1983 | 6     | -    | -   | -   | 1   | -   | 21   | 13  |
| 1984 | 16    | -    | 2   | 1   | -   | 3   | 8    | 87  |
| 1985 | 15    | -    | 1   | -   | 1   | -   | 15   | 41  |
| 1986 | 17    | -    | -   | 1   | 1   | 1   | 12   | 64  |
| 1987 | 14    | -    | 2   | 1   | 1   | 1   | 8    | 90  |
| 1989 | 1     | -    | -   | -   | -   | -   | -    | -   |
| 1990 | 1     | -    | -   | -   | -   | -   | -    | -   |
| 1991 | 1     | -    | -   | -   | -   | -   | -    | -   |
| 1993 | 1     | -    | -   | -   | -   | -   | -    | -   |

#### Indianapolis 500
| Jaar | Chassis        | Motor          | Start          | Finish         | Team            |
| ---- | -------------- | -------------- | -------------- | -------------- | --------------- |
| 1981 | Penske PC-9    | Ford Cosworth  | 15             | 5              | Kraco Racing    |
| 1982 | March 82C      | Ford Cosworth  | 20             | 28             | Bignotti-Cotter |
| 1983 | Penske PC-10   | Ford Cosworth  | 26             | 4              | Team VDS        |
| 1984 | March 84C      | Ford Cosworth  | 8              | 33             | Kraco Racing    |
| 1985 | March 85C      | Ford Cosworth  | 9              | 19             | Galles Racing   |
| 1986 | Lola T86/00    | Ford Cosworth  | 20             | 12             | Galles Racing   |
| 1987 | March 87C      | Judd           | 14             | 24             | Galles Racing   |
| 1989 | Penske PC-18   | Chevrolet 265A | Teruggetrokken | Teruggetrokken | Penske Racing   |
| 1990 | Lola T89/00    | Judd AV        | 19             | 19             | Truesports      |
| 1991 | Truesports 91C | Judd AV        | 22             | 20             | Truesports      |
| 1993 | Lola T93/00    | Menard         | 29             | 26             | Team Menard     |
| 1994 | Lola T93/00    | Menard         | DNQ            | DNQ            | Team Menard     |